# Carl Rushworth
Carl Andrew Rushworth, né le 2 juillet 2001 à Halifax, est un footballeur anglais qui évolue au poste de gardien de but à Coventry City, en prêt de Brighton & Hove Albion.

## Biographie
En août 2019, il est prêté à Worthing.
Le 15 juillet 2020, il est prêté à Walsall.
Le 8 juillet 2022, il est prêté à Lincoln City.
Le 10 juin 2023, il fait ses débuts pour Angleterre espoirs

## Palmarès

### En sélection nationale
- Angleterre espoirs
  - Vainqueur du Championnat d'Europe en 2023.